# Murray v. Pearson
Murray v. Pearson foi um caso da Corte de Apelações de Maryland cujo veredicto foi que "o estado assumiu juridicamente a função de educar, porém privou os estudantes de uma raça [negra] da única preparação adequada para esse fim, e o fez simplesmente por causa de sua cor." Em 15 de janeiro de 1936, a corte confirmou a decisão da corte menor que ordenou que a Escola Jurídica da Universidade de Maryland a integrar imediatamente a população de estudantes negros no estado, criando um precedente legal que proibiu a segregação racial no estado de Maryland.

## O Caso
Donald Gaines Murray procurou se matricular na Escola Jurídica da Universidade de Maryland em 24 de janeiro de 1935 mas a matricula foi rejeitada devido ao fato dele ser negro. A carta de rejeição dizia que "A Universidade de Maryland não aceita estudantes negros e o seu pedido foi rejeitado de acordo com esse preceito." A carta destacou o papel da universidade sob a doutrina Plessy v. Ferguson de separados mas iguais em auxiliá-lo para que estudasse em outro estabelecimento, mesmo que este fosse localizado fora do estado. Murray recorreu ao conselho de regentes da universidade, mas teve o recurso negado.
A fraternidade negra mais antiga dos Estados Unidos, Alpha Phi Alpha, iniciou o caso Murray v. Pearson em 25 de junho de 1935 como parte de seu extenso programa social, e chamou Belford Lawson para atuar no caso. Quando o caso chegou até a corte, Murray foi representado por Charles Hamilton Houston e Thurgood Marshall da sucursal de Baltimore da Associação Nacional para o Progresso de Pessoas de Cor (NAACP). Houston e Marshall fizeram desse caso um teste para a estratégia de Nathan Ross Margold de atacar a doutrina "separados mas iguais" utilizando a Equal Protection Clause da Décima Quarta Emenda da Constituição. Margold chegou a concluir que "as leis baseadas em tal doutrina negavam a igual proteção da lei definida pela decisão de Yick Wo v. Hopkins feita em 1886 e que por isso eram inconstitucionais.
Na audiência do tribunal distrital, Marshall declarou que o estado havia falhado em prover uma educação sob os padrões da doutrina "separados mas iguais" para Murray como é ordenado pela Décima Quarta Emenda (usando o padrão legal da época). Pois já que as leis diferiam (e ainda diferem) de estado para estado, uma escola jurídica localizada em outro estado não poderia preparar alguém para seguir uma carreira de advogado em Maryland. Marshall argumentou que "já que o estado de Maryland não possui uma escola jurídica para negros com um padrão de ensino comparável, Murray deveria ser permitido a entrar na universidade para brancos"[5] e em suas alegações finais disse que:
O que está em jogo aqui é mais do que os direitos do meu cliente. É o compromisso moral escrito na carta magna de nosso país.— Thurgood Marshall 
O juiz distrital escreveu um mandado de segurança ordenando que Raymond A. Pearson, o presidente da Universidade, a admitir Murray na escola jurídica.